# Gui de Dampierre
Pour les articles homonymes, voir Guy de Dampierre (homonymie).
 (novembre 2013).
Si vous disposez d'ouvrages ou d'articles de référence ou si vous connaissez des sites web de qualité traitant du thème abordé ici, merci de compléter l'article en donnant les références utiles à sa vérifiabilité et en les liant à la section « Notes et références ».
Gui ou Guy de Dampierre (né vers 1226, mort à Compiègne le 7 mars 1305) est proclamé comte de Flandre en 1253 par sa mère, et devient comte effectif à la mort de cette dernière en 1280. Il est également comte de Namur de 1264 à 1305. Il est le second fils de Guillaume II de Dampierre et de Marguerite de Constantinople.

## Biographie
Sa jeunesse fut marquée par la lutte fratricide entre les Dampierre (lui et ses frères germains) et les Avesnes (ses frères utérins, aînés) pour la possession des comtés de Flandre et de Hainaut. Après dix ans de guerre, le compromis proposé par le roi Louis IX de France en 1246 fut finalement approuvé (1256), mais les conflits avaient déjà coûté trois années de sa liberté à Gui, prisonnier des geôles hollandaises après la bataille de Westkapelle, sur l'ancienne île de Walcheren, en juillet (1253). Gui, proclamé comte par sa mère Marguerite de Constantinople la même année, le devint effectivement à l'abdication de celle-ci (1279).
En 1263, il acheta à Baudouin II de Courtenay les droits de ce dernier sur le marquisat de Namur. Henri V de Luxembourg avait conquis le fief de Namur, et Guy entreprit de le reconquérir. Finalement, un traité de paix réconcilia les deux ennemis : Guy épousa la fille d'Henri, à qui ce dernier cédait tous ses droits sur Namur.
Il accompagna saint Louis en Afrique (1270).
Favorisant comme ses prédécesseurs l'industrie flamande (draperies) et le commerce vital de la laine avec l'Angleterre, en tentant de contrôler les finances locales, il se heurta au patriciat urbain, qui se fit appuyer de façon de plus en plus directe par les rois de France Philippe III, puis surtout Philippe le Bel. Par ricochet, le commun des villes se montra un allié fidèle à Gui de Dampierre et à sa dynastie.
La tentative de marier sa fille Philippine à Édouard d'Angleterre, fils du roi d'Angleterre servit de prétexte à l'intervention militaire des Capétiens et à la conquête (bataille de Furnes, siège de Lille) puis à l'occupation de la Flandre par Philippe le Bel (1300-1302), son suzerain.
Gui de Dampierre fut emprisonné. Mais la réaction patriotique du commun (celui de Bruges surtout, dirigé par Pieter de Coninck, appuyé par les nombreux fils de Gui, chassa les Français (Matines de Bruges, vendredi 18 mai 1302). La chevalerie française fut écrasée par la « piétaille » flamande à Courtrai (bataille des Éperons d'Or, 11 juillet 1302).
Philippe le Bel prit sa revanche à la bataille de Mons-en-Pévèle (18 août 1304), mais Gui de Dampierre, libéré, avait désormais laissé la réalité du pouvoir à son fils aîné Robert.
Pour honorer une parole donnée, Gui se constitua à nouveau prisonnier et mourut captif à Compiègne (1305).

## Bilan historique
Gui de Dampierre laisse le souvenir d'un comte ancré dans la féodalité, dans son acception idéale, réaliste quant à son interventionnisme dans le commerce et l'industrie, qui fondaient la prospérité du comté, mais incapable de s'opposer au pragmatisme des Capétiens, qui jouaient habilement à leur avantage des principes féodaux pour étendre leur puissance.
Grand guerrier et modèle de chevalier, ce comte de Flandre est honoré et applaudi par Jacques Bretel dans son Tournoi de Chauvency.

## Mariages et enfants

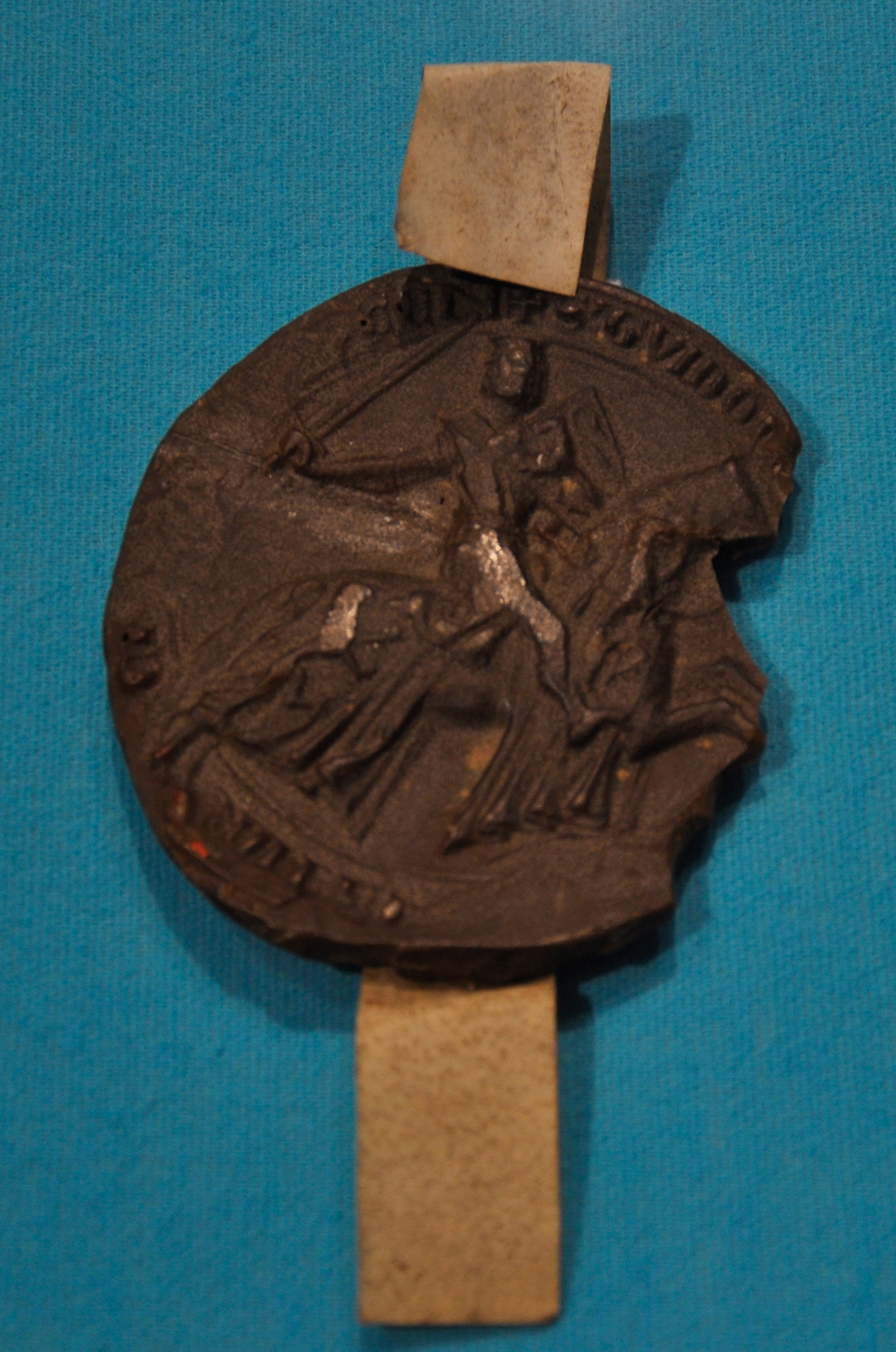
Sceau de Gui de Dampierre
(Musée de la bataille de Courtrai).

Il avait épousé en 1246 Mahaut de Béthune († 1264), fille et héritière de Robert VII de Béthune, seigneur de Béthune, de Termonde, de Richebourg et de Warneton, et d'Elisabeth de Morialmez. Ils eurent :
- Isabeau de Flandres sa fille aînée  († 1323), mariée en 1307 à Jean de Fiennes, châtelain de Bourbourg (châtellenie de Bourbourg), baron de Fiennes et de Tingry, d'où : Robert, connétable de France ; et Jeanne de Fiennes, épouse de Jean, comte de St-Pol ;
- Robert III dit Robert de Béthune (° 1249 † 1322), comte de Flandre ;
- Guillaume Ier  de Crèvecœur († 1311), sire de Termonde, de Richebourg et de Crèvecœur, marié en 1286 à Alix II de Clermont de Nesle († 1320), vicomtesse de Châteaudun. Une de leurs petites filles épousa Jean Ier de Luxembourg, seigneur de Ligny : d'où la succession de Nesle, Termonde et Richebourg ;
- Jean († 1291), évêque de Metz, puis de Liège ;
- Baudouin († 1296) ;
- Philippe (° 1263 † 1308), comte de Chieti (Thiette ou Teano) et de Lorette, marié en 1284 à Mahaut de Courtenay († 1303), comtesse de Thiette, puis en 1304 à Pérenelle de Milly († 1335), comtesse de Lorette. En 1285, ce cinquième fils du comte de Dampierre est présent au tournoi de Chauvency-le-Château, près de Montmédy, selon Jacques Bretel ;
- Marguerite de Dampierre (° 1253 † 1285), mariée en 1273 Jean Ier († 1294), duc de Brabant ;
- Marie de Dampierre († 1297), mariée en 1270 à Guillaume de Juliers, dit l'ancien, fils de Guillaume IV († 1278), comte de Juliers, puis en 1285 à Simon II († 1305), seigneur de Châteauvillain, et d'Arc ;
- Béatrice de Dampierre (nl) († 1296), mariée en 1270 à Florent V, comte de Hollande.

Veuf, il se remaria en 1264 avec Isabelle de Luxembourg († 1298), fille d'Henri V de Luxembourg, duc de Luxembourg et de Marguerite de Bar. Ils eurent :
- Jean Ier (° 1267 † 1330), comte de Namur ;
- Gui de Namur († 1311), comte de Zélande et de Richebourg, marié en 1311 à Marguerite de Lorraine (s.p.) ;
- Henri de Dampierre († 1337), comte de Lodi, marié en 1309 à Marguerite de Clèves, dont : Henri II de Lodi († 1366) et Marguerite ;
- Marguerite († 1331) mariée en 1282 à Alexandre d'Écosse († 1284), prince d'Écosse, fils d'Alexandre III d'Écosse, puis à Renaud Ier († 1327), comte de Gueldre ;
- Béatrix ou Béatrice († apr. 1303) mariée à Hugues de Châtillon († 1307), comte de Blois ;
- Jeanne, religieuse à Flines ;
- Philippe, dite Philippa ou Philippine, fiancée au prince de Galles (futur Édouard II d'Angleterre), morte prisonnière à Blois en 1306 ;
- et Jeanne de Fiennes, épouse de Jean de Châtillon comte de St-Pol et mère de la comtesse Mahaut de St-Pol, dame de Fiennes et Tingry, femme de Guy de Luxembourg-Ligny.

## Hommage
- Une rue de Dunkerque porte son nom depuis  1814[2].

## Sources et bibliographie
- Le Glay Edward : Histoire des comtes de Flandre jusqu'à l'avènement de la Maison de Bourgogne, Comptoir des Imprimeurs-unis, Paris, MDCCCXLIII.
- Platelle Henri et Clauzel Denis : Histoire des provinces françaises du Nord, 2, Des principautés à l'empire de Charles Quint (900-1519), Westhoek-Éditions Éditions des Beffrois, 1989;  (ISBN 2-87789-004-X).
- Douxchamps Cécile et José : Nos dynastes médiévaux, Wepion-Namur 1996, José Douxchamps, éditeur;  (ISBN 2-9600078-1-6).